# Ensemble commémoratif de la bataille de la Neretva
L'ensemble commémoratif de la bataille de la Neretva est situé en Bosnie-Herzégovine, sur le territoire de la ville de Jablanica et dans la municipalité de Jablanica. Constitué notamment des ruines d'un pont sur la rivière Neretva et d'un musée, il est inscrit sur la liste des monuments nationaux de Bosnie-Herzégovine.